# 烈嶼吳秀才厝
烈嶼吳秀才厝是中華民國金門縣金湖鎮烈嶼鄉上庫聚落的歷史建築，為金門縣縣定古蹟。

## 歷史
烈嶼的上庫到下林一帶原先是一個叫陵水湖的潟湖，自從元代以來就是鹽埕，上庫吳氏世代從事鹽商，積累了大量財富，清中葉的金門富商吳景山便是土庫吳氏，販鹽致富後於道光初開始興建宅第，道光二十年（1840年）完工，於前屋設學堂，教育村中子弟，其孫吳文長涉足航運致富，還於光緒三十四年（1908年）中秀才，開當地讀書風氣，大厝遂被村民稱為吳秀才厝。

## 建築
吳秀才厝形制是一棟二落大厝掛雙護龍加迴向櫸頭護院的建築，風格較接近泉州式建築，門埕環護的院牆在雙護龍和大厝的前部合成一個整體的庭院。大厝的格局強調中軸對稱和主從分明的位序，頂護厝、下護厝皆為一廳兩房格局，正廳和四間房、天井兩邊各有對稱櫸頭，大門的前廳亦有對稱的前落房。吳秀才厝修建時以住三代家族為基礎，各護龍都擁有一廳二房，提供給下一個核心家庭使用，左護龍保留一組作為飲茶、唱南管之用。大厝採用朱紅磚牆和白色石基，泥塑、木窗櫺、石條窗框、山牆、懸燕尾鵝頭墜等都富有特色，前落樑上的兩隻鳳雕是金門其他建築中少見的，後落正堂前以四片雕木隔扇門為壁堵，四片門堵是完全相同的螭龍圖，上堵分別雕著四種不同的花，前後兩落的脊肚上都有許多泥塑。

## 維護
1999年，金門縣政府將其公告為縣定古蹟，2002年，金門縣文化局開始對其進行整修，2004年，修繕工作完成，2012年12月6日，吳秀才厝因白蟻侵入桁檁樑柱，開始為期六天的維修工程。